# Parque Histórico de Si Satchanalai
El Parque Histórico de Si Satchanalai (en tailandés, อุทยานประวัติศาสตร์ศรีสัชนาลัย) es un parque histórico, ubicado en el distrito de Si Satchanalai, en la provincia de Sukhothai, al norte de Tailandia.
La protección del área fue anunciada en la Royal Gazette el 6 de junio de 1962. En 1976, se aprobó un proyecto de restauración y, en julio de 1988, el parque fue inaugurado. El 12 de diciembre de 1991, fue declarado Patrimonio de la Humanidad como parte de la Ciudad histórica de Sukhothai y sus ciudades históricas asociadas, junto con los parques históricos asociados en  Sukhothai y en Kamphaeng Phet.

## Monumentos
- Wat Phra Sri Rattana Mahathat ("Templo de la sagrada y preciosa reliquia"), el templo está separado del río por una pared de laterita de la época del rey Ram Khamhaeng (siglo XIII).
- Wat Chedi Chet Thaeo (lit. "templo con siete tipos de monumentos"), lugar de entierro de muchos miembros de la familia (vice)real de Sukhothai. Consta de 32 estupas de tamaños y estilos diversos. En algunos nichos se han incorporado estatuas de Buda; mientras que en otros, se hallan decoraciones de estuco.
- Wat Chang Lom, hermoso templo de estupa de laterita, cuya construcción data de 1286. El nombre de este templo significa "rodeado de elefantes", porque alrededor de la base cuadrada había 39 elefantes de pie, muchos de los cuales se han perdido. Los elefantes están representados en su tamaño natural. El santuario principal, una estupa al estilo de Sri Lanka se compone de un grueso muro de piedras y laterita. En el primer piso hay 20 ranuras, de hasta 1,4 metros de alto, donde se encontraban las estatuas de Buda, algunas de las cuales aún son conservadas.

## Galería

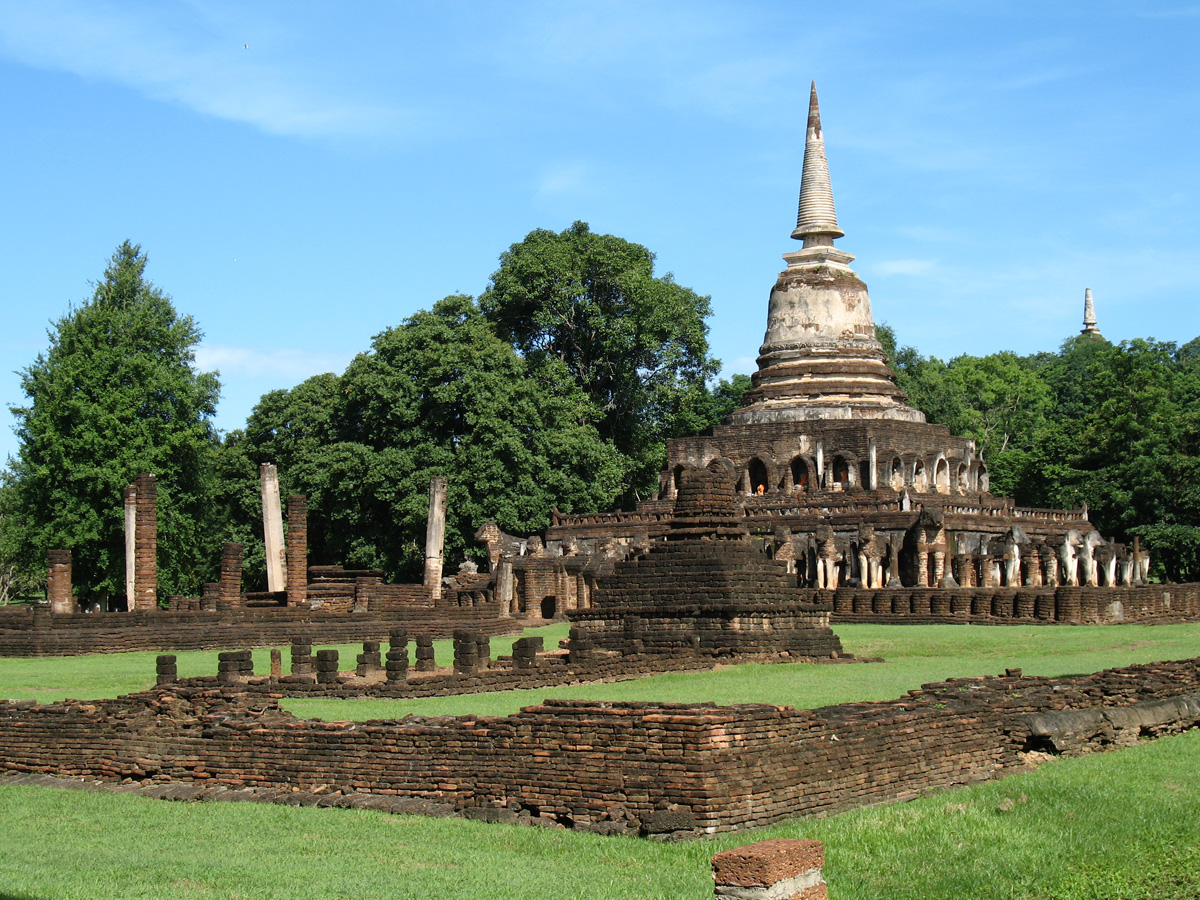
Wat Chang Lom en el Parque Histórico Si Satchanalai
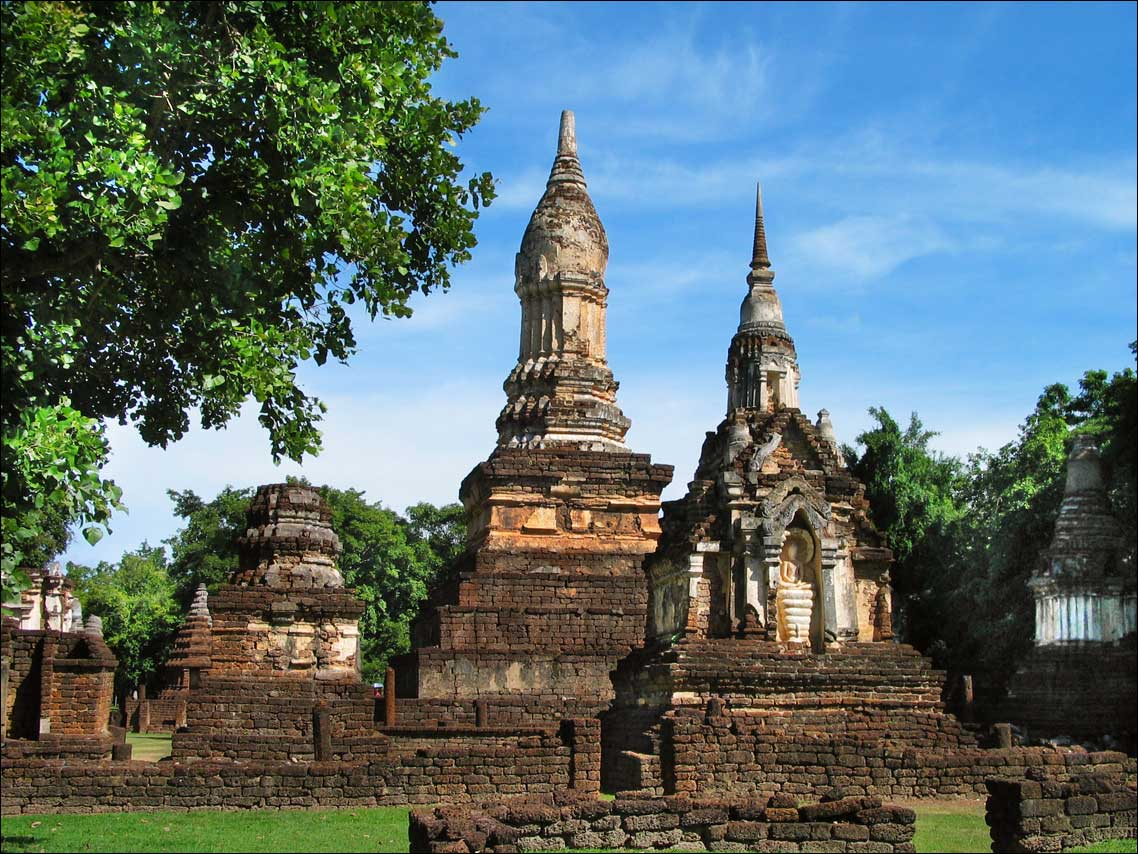
Lotusbud chedis en Wat Chedi Chet Thaeo
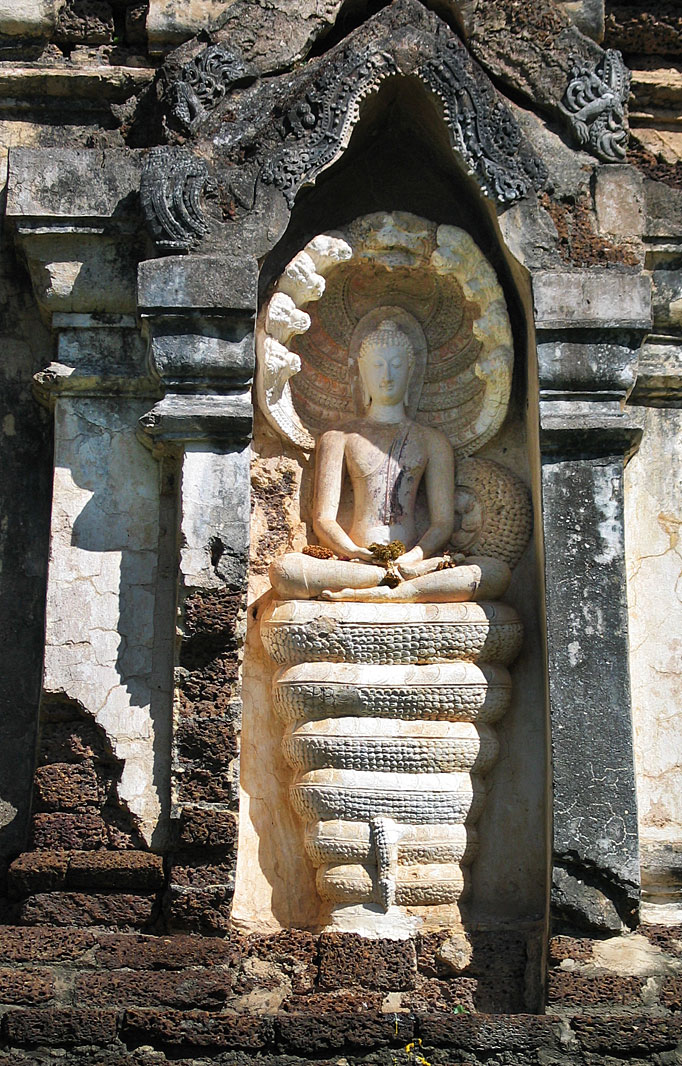
Imagen de Buda al estilo de Sukhothai, Wat Chedi Chet Thaeo
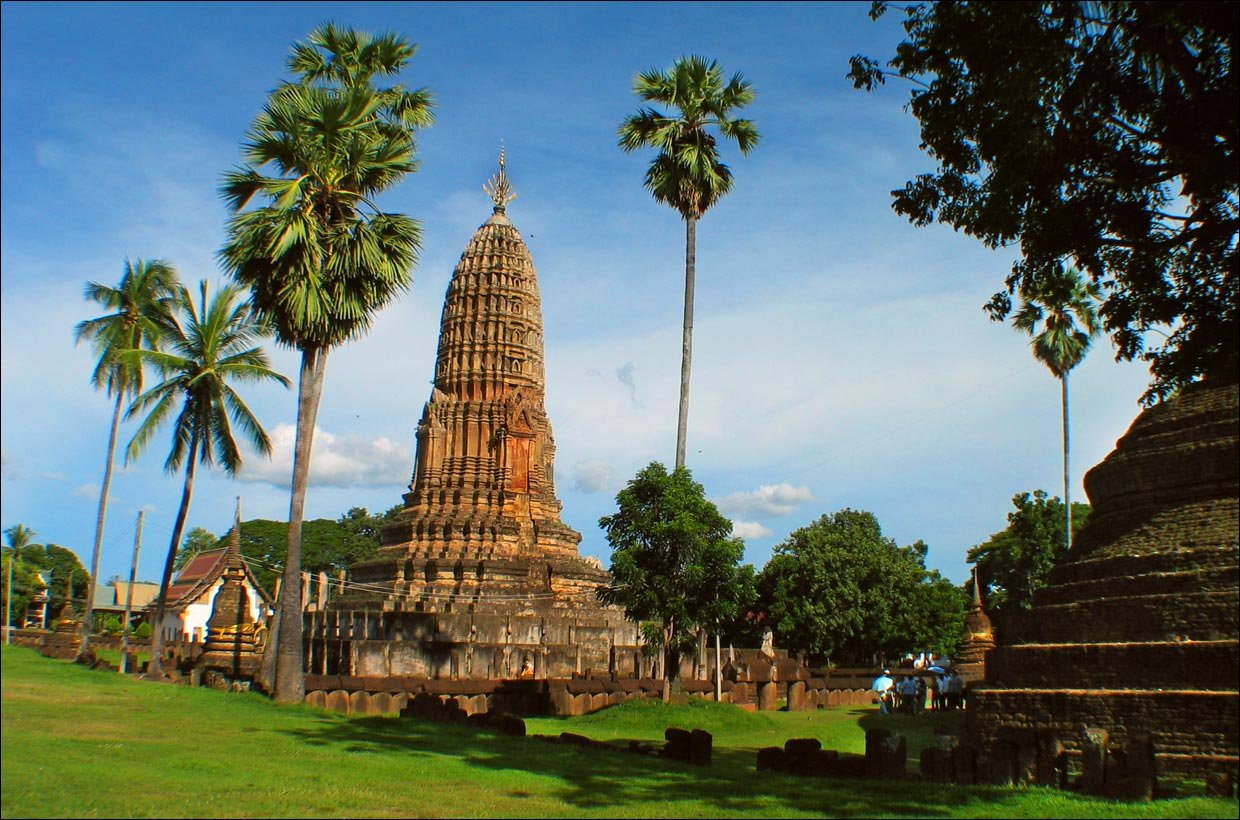
Wat Phra Sri Rattana Mahathat